# John Mayers
John Mayers, född 17 september 1956, är en friidrottare från Barbados. Han deltog vid olympiska sommarspelen 1984.